# Чабар
Ча́бар (хорв. Čabar) — город в Хорватии, в Приморско-Горанской жупании, в северной части исторического региона Горски Котар. Город стоит на правом берегу небольшой реки Чабранки (приток Купы), по которой здесь проходит граница со Словенией. Население — 511 человек в самом городе и 4387 человек в общине с центром в Чабаре. 95 % — хорваты. Чабар — один из центров горнолыжного спорта в Хорватии.
Через город проходит автомобильная дорога Делнице — Чабар, уходящая затем в Словению.
Основан в 1642 году хорватским баном Петром Зринским, который построил здесь замок, остающийся по сей день главной достопримечательностью города, и способствовал его росту и развитию. В 50-х годах XVII века здесь появились первые кузницы, впоследствии Чабар стал одним из центров кузнечного дела. В конце XVII века построена церковь св. Антония Падуанского.